# Serhij Semenov
Serhij Semenov (ukrajinsky Сергій Олександрович Семенов, anglickou transkripcí Serhiy Semenov; * 28. července 1988, Černihiv, Sovětský svaz, dnes Ukrajina) je ukrajinský biatlonista, jehož největším úspěchem v kariéře je bronzová medaile ze sprintu z Mistrovství světa v biatlonu 2016 v norském Oslu. Je rovněž držitelem malého křišťálového glóbu za první místo v celkovém pořadí vytrvalostních závodů v světovém poháru 2014/15. Na Mistrovství světa v biatlonu 2011 v ruském Chanty-Mansijsku získal bronzovou medaili v závodu štafet.
V závodech světového poháru stanul 9× na stupních vítězů, z toho 4× ve štafetě. Nikdy žádný závod nevyhrál.